# Diogo de Boitaca

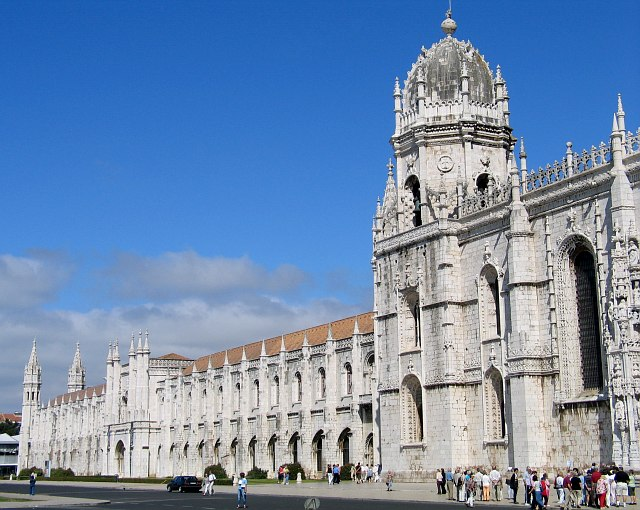
Monestir dels Jerònims

Diogo de Boitaca (França?, 1460? – Batalha, Portugal, 1528?) fou un influent arquitecte i enginyer d'alguns dels més importants edificis portuguesos, treballant a Portugal durant la primera meitat del segle xvi.

## Nom
El seu nom ha estat escrit de diverses formes: Diogo Boytac, Diogo de Boytac, Diogo Boutaca, Diogo Boitaca, Diogo de Boitaca.

## Història
L'ortografia del seu cognom com a Boitac (o Boytac) suggereix que tingui, possiblement, origen francès. El seu any de naixement és, igualment, desconegut, però estimat sobre el 1460. Morí a Batalha el 1528, però, fins i tot aquesta data és incerta.
El seu cognom apareix per primer cop el 1498 a un document del rei Manuel I, qui li garantia una assignació anyal pel seu treball al Convent de Jesús, de Setúbal. La seva signatura apareix a un document del 1514. El seu nom és mencionat a 12 documents conservats al Monestir de Batalha i escrits entre 1515 i 1521. El seu nom de pila només és mencionat un cop: el 1515, a la llista de membres de la malaurada expedició a La Mámora (actualment Mehdia, al Marroc) on els portuguesos varen perdre 4.000 homes.
El 1491 feu la seva primera obra, el Convent de Jesús. Primera obra, també, d'estil manuelí.
El 1502 inicià la construcció del Monestir dels Jerònims, juntament amb l'arquitecte João de Castilho.
El 1507 construí l'antic Monestir dels Frares Jerònims, al cim d'un turó prop de Sintra (avui part del Palau Nacional da Pena). La seva influència pot ser apreciada, especialment, al concepte de les voltes.
El 1510 fou ordenat Cavaller pel Comte Vasco Menezes Coutinho per la seva participació en el segon setge d'Arzila (actualment Asilah, Marroc) el 1509, després d'haver estat capturat pels moros el 1508.
Mentre treballava al Monestir de Batalha, es casà, el 1512, amb Isabel Henriques, filla de Mateus Fernandes, arquitecte del mateix monestir.
S'establí a Batalha el 1516 on morí el 1528. Fou sepultat al Monestir de Batalha, prop de la tomba de Mateus Fernandes.

## Obres
Construccions a les que participà amb diversos graus d'implicació:
- Convent de Jesús a Setúbal
- Antic Monestir dels Frares Jerònims a Sintra
- Monestir de Santa Creu a Coïmbra
- Monestir de Batalha
- Monestir dels Jerònims a Lisboa
- Torre de Belém a Lisboa